# Aulonosoma tenebrioides
Aulonosoma tenebrioides là một loài bọ cánh cứng trong họ Passandridae. Loài này được Motschulsky miêu tả khoa học năm 1858.